# Villamanrique de Tajo
Villamanrique de Tajo là một đô thị trong Cộng đồng Madrid, Tây Ban Nha. Đô thị này có diện tích 28,9 km², dân số theo điều tra năm 2010 của Viện thống kê quốc gia Tây Ban Nha là 795 người. Đô thị này nằm ở khu vực có độ cao 546 mét trên mực nước biển. Cự ly so với trung tâm Madrid là 62 km.